# Tom Sawyer Abroad
As Viagens de Tom Sawyer (original: Tom Sawyer Abroad) é um livro infanto juvenil publicado em 1894 pelo escritor estadunidense Mark Twain. O livro conta as aventuras do garoto Tom Sawyer que vive com a Tia Polly e o irmão Sid.

## Sinopse
Tom Sawyer tem necessidade de aventura e quer de qualquer maneira atrair a atenção dos habitantes do povoado de St. Louis, mas, para isso, ele tinha que competir com Nat Parsons e sua aventura em Washington. Tom e seus amigos Huck e Jim embarcam em um balão e, por descuido, acabam subindo com ele. Durante a viagem o piloto enlouquece e Tom assume o comando. Os três amigos dormiram e, tendo a direção do vento mudado, vão parar no Deserto do Saara. Os meninos conhecem caravanas, deparam-se com leões e tigres, enfrentam tempestades de areia e acima de tudo vivem dia após dia as mais incríveis aventuras, aprendendo e revivendo antigas lendas.
Tom já se considerava um aeronauta e pretendia continuar seus dias de aventura, mas para isso precisava adquirir um novo cachimbo, uma vez que o seu já estava acabado. Pediu então que seu amigo Jim fosse até sua casa e lhe trouxesse um cachimbo que ele tinha guardado. Tom e Huck ficaram no deserto enquanto Jim foi buscar o cachimbo. Porém, Tom teria que retornar, uma vez que sua tia Polly surpreendeu Jim à procura do cachimbo e exigiu seu retorno mandando-lhe um recado: 